# UEFA Europa League 2025/26
De UEFA Europa League 2025/26 is de geplande 55ste editie van het secundaire toernooi in het Europees clubvoetbal voor mannen, georganiseerd door de UEFA, en de 17de sinds de naamsverandering.
De finale staat gepland op 20 mei 2026 op Beşiktaş Park in Istanbul. De winnaar kwalificeert zich voor de UEFA Champions League 2026/27 en de UEFA Super Cup 2026. Titelhouder Tottenham Hotspur neemt geen deel aan het toernooi.

## Toewijzing van deelnemende teams
Een totaal van 78 teams uit 33 tot 40 van de 55 nationale competities van UEFA-lidstaten nemen deel aan deze editie van de UEFA Europa League. Daarbij leveren 33 bonden direct een team voor de UEFA Europa League, terwijl nog 12 bonden een team kunnen leveren vanuit de UEFA Champions League. De nationale competities van deze landen werden op basis van de UEFA-coëfficiënten gerangschikt om het aantal deelnemende teams per competitie te bepalen:
- De nummers 1–12 hebben elk twee teams die zich kunnen kwalificeren.
- De nummers 13–33 (exclusief Rusland[noot 1]) hebben elk één team dat zich kan kwalificeren.
- De winnaar van de UEFA Conference League 2024/25 krijgt een extra inzending als het zich niet kwalificeerde voor de UEFA Champions League of UEFA Europa League via zijn landelijke competitie.
- 31 verliezende teams in de UEFA Champions League stromen door.

### Rangschikking van nationale competities
Voor de UEFA Europa League 2025/26 kregen de nationale competities plaatsen toegewezen op basis van de UEFA-landencoëfficiënten uit 2024, waarbij rekening werd gehouden met hun prestaties in het Europees clubvoetbal tussen de seizoenen 2019/20 en 2023/24. Competities konden extra inzendingen hebben:
- (CL) – Extra plek vanuit de kwalificatiefase van de UEFA Champions League.

| №  | Land        | Coeff.  | Clubs | Bijz.   |
| -- | ----------- | ------- | ----- | ------- |
| 01 | Engeland    | 104.303 | 2     |         |
| 02 | Italië      | 090.284 | 2     |         |
| 03 | Spanje      | 089.489 | 2     |         |
| 04 | Duitsland   | 086.624 | 2     |         |
| 05 | Frankrijk   | 066.831 | 2     | +1 (CL) |
| 06 | Nederland   | 061.300 | 2     | +1 (CL) |
| 07 | Portugal    | 056.316 | 2     |         |
| 08 | België      | 048.800 | 2     |         |
| 09 | Turkije     | 038.600 | 2     |         |
| 10 | Tsjechië    | 036.050 | 2     | +1 (CL) |
| 11 | Schotland   | 036.050 | 2     |         |
| 12 | Zwitserland | 032.975 | 2     | +1 (CL) |
| 13 | Oostenrijk  | 032.600 | 1     | +1 (CL) |
| 14 | Noorwegen   | 031.625 | 1     | +1 (CL) |
| 15 | Griekenland | 031.525 | 1     | +1 (CL) |
| 16 | Denemarken  | 031.450 | 1     |         |
| 17 | Israël      | 031.125 | 1     | +1 (CL) |
| 18 | Oekraïne    | 028.000 | 1     | +1 (CL) |
| 19 | Servië      | 027.775 | 1     |         |

| №  | Land         | Coeff. | Clubs | Bijz.      |
| -- | ------------ | ------ | ----- | ---------- |
| 20 | Kroatië      | 25.525 | 1     | +1 (CL)    |
| 21 | Polen        | 25.375 | 1     | +1 (CL)    |
| 22 | Rusland      | 22.965 | 0     | [ noot 1 ] |
| 23 | Cyprus       | 22.100 | 1     |            |
| 24 | Hongarije    | 21.875 | 1     |            |
| 25 | Zweden       | 21.500 | 1     | +1 (CL)    |
| 26 | Roemenië     | 21.375 | 1     | +1 (CL)    |
| 27 | Bulgarije    | 20.375 | 1     | +1 (CL)    |
| 28 | Azerbeidzjan | 20.125 | 1     |            |
| 29 | Slowakije    | 19.625 | 1     | +1 (CL)    |
| 30 | Slovenië     | 13.250 | 1     |            |
| 31 | Moldavië     | 13.125 | 1     |            |
| 32 | Kosovo       | 11.541 | 1     | +1 (CL)    |
| 33 | Kazachstan   | 11.500 | 1     |            |
| 34 | Finland      | 11.125 | 1     | +1 (CL)    |
| 35 | Ierland      | 10.875 | 0     | +1 (CL)    |
| 36 | Armenië      | 10.625 | 0     | +1 (CL)    |
| 37 | Letland      | 10.625 | 0     | +1 (CL)    |
| 38 | Faeröer      | 10.375 | 0     |            |

| №  | Land                  | Coeff. | Clubs | Bijz.   |
| -- | --------------------- | ------ | ----- | ------- |
| 39 | Bosnië en Herzegovina | 10.000 | 0     | +1 (CL) |
| 40 | Liechtenstein         | 10.000 | 0     |         |
| 41 | IJsland               | 09.583 | 0     | +1 (CL) |
| 42 | Noord-Ierland         | 09.208 | 0     |         |
| 43 | Luxemburg             | 08.625 | 0     |         |
| 44 | Litouwen              | 08.500 | 0     |         |
| 45 | Malta                 | 08.250 | 0     | +1 (CL) |
| 46 | Georgië               | 07.625 | 0     |         |
| 47 | Albanië               | 07.375 | 0     |         |
| 48 | Estland               | 07.207 | 0     |         |
| 49 | Wit-Rusland           | 06.625 | 0     |         |
| 50 | Noord-Macedonië       | 06.000 | 0     | +1 (CL) |
| 51 | Andorra               | 05.998 | 0     |         |
| 52 | Wales                 | 05.791 | 0     |         |
| 53 | Montengro             | 05.708 | 0     |         |
| 54 | Gibraltar             | 04.957 | 0     | +1 (CL) |
| 55 | San Marino            | 01.832 | 0     |         |

### Deelnemende teams
Onderstaand tabel geeft deelnemers aan deze editie weer en toont in welke ronde de clubs instromen. Go Ahead Eagles neemt voor het eerst deel aan het hoofdtoernooi van de UEFA Europa League, terwijl Aston Villa, Nottingham Forest en Bologna FC voor het eerst deelnemen aan het hoofdtoernooi van de UEFA Europa League sinds de naamsverandering van het toernooi.
| Eerste kwalificatieronde (niet-kampioenen) | Eerste kwalificatieronde (niet-kampioenen) | Eerste kwalificatieronde (niet-kampioenen) | Eerste kwalificatieronde (niet-kampioenen) |
| ------------------------------------------ | ------------------------------------------ | ------------------------------------------ | ------------------------------------------ |
| Hapoel Beër Sjeva                          | FK Sjachtar Donetsk                        | FK Partizan                                | Legia Warschau                             |
| AEK Larnaca                                | Paksi SE                                   | BK Häcken                                  | CFR Cluj                                   |
| Levski Sofia                               | Sabah FC                                   | FC Spartak Trnava                          | NK Celje                                   |
| FC Sheriff Tiraspol                        | FC Prishtina                               | Aqtöbe FK                                  | FC Ilves                                   |
| Tweede kwalificatieronde (niet-kampioenen) |                                            |                                            |                                            |
| FC Utrecht                                 | SC Braga                                   | RSC Anderlecht                             | Beşiktaş JK                                |
| FC Baník Ostrava                           | Hibernian FC                               | FC Lugano                                  | FC Midtjylland                             |
| Derde kwalificatieronde                    |                                            |                                            |                                            |
| Kampioenen                                 | Kampioenen                                 | Kampioenen                                 | Niet-kampioenen                            |
| Maccabi Tel Aviv (CL Q2)                   | HNK Rijeka (CL Q2)                         | FCSB (CL Q2)                               | Wolfsberger AC                             |
| KF Drita (CL Q2)                           | Kuopion Palloseura (CL Q2)                 | Shelbourne FC (CL Q2)                      | Fredrikstad FK                             |
| FC Noah (CL Q2)                            | FK RFS (CL Q2)                             | HŠK Zrinjski Mostar (CL Q2)                | PAOK Saloniki                              |
| Breiðablik Kópavogur (CL Q2)               | Ħamrun Spartans (CL Q2)                    | Lincoln Red Imps (CL Q2)                   | Servette FC (CL Q2)                        |
|                                            |                                            |                                            | SK Brann (CL Q2)                           |
| Panathinaikos FC (CL Q2)                   |                                            |                                            |                                            |
| Play-offronde                              |                                            |                                            |                                            |
| KRC Genk                                   | Samsunspor                                 | SK Sigma Olomouc                           | Aberdeen FC                                |
| BSC Young Boys                             | Dynamo Kiev (CL Q3)                        | Lech Poznań (CL Q3)                        | Malmö FF (CL Q3)                           |
| PFK Loedogorets (CL Q3)                    | Slovan Bratislava (CL Q3)                  | KF Shkëndija (CL Q3)                       |                                            |
| Competitiefase                             |                                            |                                            |                                            |
| Aston Villa FC                             | Nottingham Forest                          | Bologna FC 1909                            | AS Roma                                    |
| Real Betis                                 | Celta de Vigo                              | VfB Stuttgart                              | SC Freiburg                                |
| Lille OSC                                  | Olympique Lyonnais                         | Go Ahead Eagles                            | FC Porto                                   |
| GNK Dinamo Zagreb                          | (CL PO)                                    | (CL PO)                                    | (CL PO)                                    |
| (CL PO)                                    | (CL PO)                                    | (CL PO)                                    | (CL PO)                                    |
| OGC Nice (CL Q3)                           | Feyenoord (CL Q3)                          | Viktoria Pilsen (CL Q3)                    | Red Bull Salzburg (CL Q3)                  |

## Data
Wedstrijden in de UEFA Europa League worden in het algemeen op donderdagen gespeeld.
| Fase             | Ronde                    | Loting           | Wedstrijden             | Wedstrijden             |
| Fase             | Ronde                    | Loting           | Heenwedstrijden         | Terugwedstrijden        |
| ---------------- | ------------------------ | ---------------- | ----------------------- | ----------------------- |
| Kwalificatiefase | Eerste kwalificatieronde | 17 juni 2025     | 10 juli 2025            | 17 juli 2025            |
| Kwalificatiefase | Tweede kwalificatieronde | 18 juni 2025     | 24 juli 2025            | 31 juli 2025            |
| Kwalificatiefase | Derde kwalificatieronde  | 21 juli 2025     | 7 augustus 2025         | 14 augustus 2025        |
| Kwalificatiefase | Play-offronde            | 4 augustus 2025  | 21 augustus 2025        | 28 augustus 2025        |
| Competitiefase   | Speelronde 1             | 29 augustus 2025 | 24 en 25 september 2025 | 24 en 25 september 2025 |
| Competitiefase   | Speelronde 2             | 29 augustus 2025 | 2 oktober 2025          | 2 oktober 2025          |
| Competitiefase   | Speelronde 3             | 29 augustus 2025 | 23 oktober 2025         | 23 oktober 2025         |
| Competitiefase   | Speelronde 4             | 29 augustus 2025 | 6 november 2025         | 6 november 2025         |
| Competitiefase   | Speelronde 5             | 29 augustus 2025 | 27 november 2025        | 27 november 2025        |
| Competitiefase   | Speelronde 6             | 29 augustus 2025 | 11 december 2025        | 11 december 2025        |
| Competitiefase   | Speelronde 7             | 29 augustus 2025 | 22 januari 2026         | 22 januari 2026         |
| Competitiefase   | Speelronde 8             | 29 augustus 2025 | 29 januari 2026         | 29 januari 2026         |
| Knock-outfase    | Tussenronde              | 30 januari 2026  | 19 februari 2026        | 26 februari 2026        |
| Knock-outfase    | Achtste finales          | 27 februari 2026 | 12 maart 2026           | 19 maart 2026           |
| Knock-outfase    | Kwartfinales             | 27 februari 2026 | 9 april 2026            | 16 april 2026           |
| Knock-outfase    | Halve finales            | 27 februari 2026 | 30 april 2026           | 7 mei 2026              |
| Knock-outfase    | Finale                   | 27 februari 2026 | 20 mei 2026             | 20 mei 2026             |

## Kwalificatiefase
In de kwalificatiefase worden er in vier ronden telkens knock-outwedstrijden gespeeld tussen twee clubs over twee wedstrijden, waarbij elke club één thuiswedstrijd en één uitwedstrijd speelt. De winnende clubs kwalificeren zich voor de volgende ronde, en uiteindelijk voor het hoofdtoernooi. Bij een gelijke stand over twee wedstrijden wordt er een verlenging en eventueel een strafschoppenserie gespeeld. Voorafgaand aan iedere ronde word een loting gehouden, waarbij clubs op basis van UEFA-coëfficiënten worden verdeeld tussen geplaatst en niet-geplaatst: geplaatste clubs worden gekoppeld aan niet-geplaatste clubs. De uitslagen staan in het perspectief van team 1.

### Eerste kwalificatieronde
Aan de eerste kwalificatieronde namen 16 instromende teams deel. De loting vond plaats op 17 juni 2025. De heenwedstrijden werden gespeeld op 10 juli 2025, de terugwedstrijden op 17 juli 2025. De verliezende clubs stroomden door naar de tweede kwalificatieronde in de niet-kampioensroute van de UEFA Conference League.
| Team 1              | Tot.             | Team 2            | 1e wedstr. | 2e wedstr. |
| ------------------- | ---------------- | ----------------- | ---------- | ---------- |
| FK Sjachtar Donetsk | 6 – 0            | FC Ilves          | 6 – 0      | 0 – 0      |
| FC Sheriff Tiraspol | 5 – 2            | FC Prishtina      | 4 – 0      | 1 – 2      |
| FC Spartak Trnava   | 2 – 3            | BK Häcken         | 0 – 1      | 2 – 2      |
| Sabah FC            | 5 – 6            | NK Celje          | 2 – 3      | 3 – 3 n.v. |
| Legia Warschau      | 2 – 0            | Aqtöbe FK         | 1 – 0      | 1 – 0      |
| Levski Sofia        | 1 – 1 (3–1 pen.) | Hapoel Beër Sjeva | 0 – 0      | 1 – 1 n.v. |
| AEK Larnaca         | 2 – 2 (6–5 pen.) | FK Partizan       | 1 – 0      | 1 – 2 n.v. |
| Paksi SE            | 0 – 3            | CFR Cluj          | 0 – 0      | 0 – 3      |

### Tweede kwalificatieronde
Aan de tweede kwalificatieronde namen 16 clubs deel: 8 winnaars van de eerste kwalificatieronde en 8 instromende teams. De loting vond plaats op 18 juni 2025. De heenwedstrijden werden gespeeld op 24 juli 2025, de terugwedstrijden op 31 juli 2025. De verliezende clubs stroomden door naar de derde kwalificatieronde in de niet-kampioensroute van de UEFA Conference League.
| Team 1           | Tot.             | Team 2           | 1e wedstr. | 2e wedstr. |
| ---------------- | ---------------- | ---------------- | ---------- | ---------- |
| FC Lugano        | 0 – 1            | CFR Cluj         | 0 – 0      | 0 – 1      |
| NK Celje         | 2 – 3            | AEK Larnaca      | 1 – 1      | 1 – 2      |
| Levski Sofia     | 0 – 1            | SC Braga         | 0 – 0      | 0 – 1 n.v. |
| FC Baník Ostrava | 3 – 4            | Legia Warschau   | 2 – 2      | 1 – 2      |
| RSC Anderlecht   | 2 – 2 (2–4 pen.) | BK Häcken        | 1 – 0      | 1 – 2 n.v. |
| Sheriff Tiraspol | 2 – 7            | FC Utrecht       | 1 – 3      | 1 – 4      |
| FC Midtjylland   | 3 – 2            | Hibernian FC     | 1 – 1      | 2 – 1 n.v. |
| Beşiktaş JK      | 2 – 6            | Sjachtar Donetsk | 2 – 4      | 0 – 2      |

### Derde kwalificatieronde
Aan de derde kwalificatieronde namen 26 clubs deel: 8 winnaars van de tweede kwalificatieronde en 18 instromende teams. De loting vond plaats op 21 juli 2025. De heenwedstrijden worden gespeeld op 7 augustus 2025, de terugwedstrijden op 14 augustus 2025. De derde kwalificatieronde was verdeeld in een kampioensroute, met clubs die zich als kampioen plaatsten voor het Europees clubvoetbal, en een niet-kampioensroute, met clubs die zich op een andere manier plaatsten voor het Europees clubvoetbal. De verliezende clubs stroomden door naar de play-offronde van de UEFA Conference League.
| Team 1              | Tot.             | Team 2               | 1e wedstr.     | 2e wedstr.     |
| Kampioensroute      | Kampioensroute   | Kampioensroute       | Kampioensroute | Kampioensroute |
| ------------------- | ---------------- | -------------------- | -------------- | -------------- |
| Lincoln Red Imps    | 1 – 1 (6–5 pen.) | FC Noah              | 1 – 1          | 0 – 0 n.v.     |
| HNK Rijeka          | 4 – 3            | Shelbourne FC        | 1 – 2          | 3 – 1          |
| FK RFS              | 1 – 3            | Kuopion Palloseura   | 1 – 2          | 0 – 1          |
| Ħamrun Spartans     | 2 – 5            | Maccabi Tel Aviv     | 1 – 2          | 1 – 3          |
| HŠK Zrinjski Mostar | 3 – 2            | Breiðablik Kópavogur | 1 – 1          | 2 – 1          |
| FCSB                | 6 – 3            | KF Drita             | 3 – 2          | 3 – 1          |
| Niet-kampioensroute |                  |                      |                |                |
| AEK Larnaca         | 5 – 3            | Legia Warschau       | 4 – 1          | 1 – 2          |
| Fredrikstad FK      | 1 – 5            | FC Midtjylland       | 1 – 3          | 0 – 2          |
| CFR Cluj            | 1 – 4            | SC Braga             | 1 – 2          | 0 – 2          |
| PAOK Saloniki       | 1 – 0            | Wolfsberger AC       | 0 – 0          | 1 – 0 n.v.     |
| Servette FC         | 2 – 5            | FC Utrecht           | 1 – 3          | 1 – 2          |
| BK Häcken           | 1 – 2            | SK Brann             | 0 – 2          | 1 – 0          |
| Panathinaikos FC    | 0 – 0 (4–3 pen.) | Sjachtar Donetsk     | 0 – 0          | 0 – 0 n.v.     |

### Play-offronde
Aan de play-offronde nemen 24 clubs deel: 13 winnaars van de  derde kwalificatieronde  en 11 instromende teams. De loting vond plaats op 4 augustus 2025. De heenwedstrijden worden gespeeld op 21 augustus 2025, de terugwedstrijden op 28 augustus 2025. De verliezende clubs stromen door naar het hoofdtoernooi van de UEFA Conference League.
| Team 1              | Tot. | Team 2             | 1e wedstr. | 2e wedstr. |
| ------------------- | ---- | ------------------ | ---------- | ---------- |
| Maccabi Tel Aviv    | 1    | Dynamo Kiev        | 21 aug     | 28 aug     |
| KF Shkëndija        | 2    | PFK Loedogorets    | 21 aug     | 28 aug     |
| Slovan Bratislava   | 3    | Young Boys         | 21 aug     | 28 aug     |
| Malmö FF            | 4    | Sigma Olomouc      | 21 aug     | 28 aug     |
| Panathinaikos FC    | 5    | Samsunspor         | 21 aug     | 28 aug     |
| Aberdeen FC         | 6    | FCSB               | 21 aug     | 28 aug     |
| Lech Poznań         | 7    | KRC Genk           | 21 aug     | 28 aug     |
| FC Midtjylland      | 8    | Kuopion Palloseura | 21 aug     | 28 aug     |
| Lincoln Red Imps    | 9    | SC Braga           | 21 aug     | 28 aug     |
| HŠK Zrinjski Mostar | 10   | FC Utrecht         | 21 aug     | 28 aug     |
| SK Brann            | 11   | AEK Larnaca        | 21 aug     | 27 aug     |
| HNK Rijeka          | 12   | PAOK Saloniki      | 21 aug     | 28 aug     |

## Hoofdtoernooi

### Competitiefase
Aan de competitiefase nemen 36 clubs deel: 6 winnaars van de kwalificatiefase en 24 instromende teams. Iedere club speelt in de competitiefase vier thuis- en vier uitwedstrijden tegen acht verschillende clubs. De acht hoogst geplaatste clubs op de uiteindelijke ranglijst, gebaseerd op de behaalde resultaten, kwalificeren zich voor de achtste finales, de nummers 9–24 kwalificeren zich voor de tussenronde en de nummers 25–36 worden Europees uitgeschakeld. De loting voor de competitiefase vindt plaats op 29 augustus 2025, waarbij iedere club wordt gekoppeld aan twee clubs uit elk van de vier potten.

#### Potindeling
| Pot 1             | Pot 1   |
| Team              | Coëff.  |
| ----------------- | ------- |
| AS Roma           | 104.500 |
| FC Porto          | 079.750 |
| Feyenoord         | 071.000 |
| Lille OSC         | 066.000 |
| Dinamo Zagreb     | 056.000 |
| Real Betis        | 052.250 |
| Red Bull Salzburg | 048.000 |

| Pot 2              | Pot 2  |
| Team               | Coëff. |
| ------------------ | ------ |
| Olympique Lyonnais | 43.750 |
| Viktoria Pilsen    | 39.250 |

| Pot 3    | Pot 3  |
| Team     | Coëff. |
| -------- | ------ |
| OGC Nice | 20.000 |

| Pot nog te bepalen                | Pot nog te bepalen |
| Team                              | Coëff.             |
| --------------------------------- | ------------------ |
| Aston Villa                       | 47.250             |
| SC Freiburg                       | 28.000             |
| Nottingham Forest                 | 23.039             |
| Bologna FC                        | 19.446             |
| Celta de Vigo                     | 18.890             |
| VfB Stuttgart                     | 17.266             |
| Go Ahead Eagles                   | 13.430             |
| 12 winnaars kwalificatiefase      |                    |
| 7 verliezers kwalificatiefase UCL |                    |

#### Stand
| Pos | Team               | Wed | W | G | V | Ptn | DV | DT | +/− |                                     |
| --- | ------------------ | --- | - | - | - | --- | -- | -- | --- | ----------------------------------- |
| 1   | AS Roma            | 0   | 0 | 0 | 0 | 0   | 0  | 0  | 0   | Naar de achtste finales (geplaatst) |
| 2   | Aston Villa        | 0   | 0 | 0 | 0 | 0   | 0  | 0  | 0   | Naar de achtste finales (geplaatst) |
| 3   | Bologna FC         | 0   | 0 | 0 | 0 | 0   | 0  | 0  | 0   | Naar de achtste finales (geplaatst) |
| 4   | Celta de Vigo      | 0   | 0 | 0 | 0 | 0   | 0  | 0  | 0   | Naar de achtste finales (geplaatst) |
| 5   | Dinamo Zagreb      | 0   | 0 | 0 | 0 | 0   | 0  | 0  | 0   | Naar de achtste finales (geplaatst) |
| 6   | FC Porto           | 0   | 0 | 0 | 0 | 0   | 0  | 0  | 0   | Naar de achtste finales (geplaatst) |
| 7   | Feyenoord          | 0   | 0 | 0 | 0 | 0   | 0  | 0  | 0   | Naar de achtste finales (geplaatst) |
| 8   | Go Ahead Eagles    | 0   | 0 | 0 | 0 | 0   | 0  | 0  | 0   | Naar de achtste finales (geplaatst) |
| 9   | Lille OSC          | 0   | 0 | 0 | 0 | 0   | 0  | 0  | 0   | Naar de tussenronde (geplaatst)     |
| 10  | Nottingham Forest  | 0   | 0 | 0 | 0 | 0   | 0  | 0  | 0   | Naar de tussenronde (geplaatst)     |
| 11  | OGC Nice           | 0   | 0 | 0 | 0 | 0   | 0  | 0  | 0   | Naar de tussenronde (geplaatst)     |
| 12  | Olympique Lyonnais | 0   | 0 | 0 | 0 | 0   | 0  | 0  | 0   | Naar de tussenronde (geplaatst)     |
| 13  | Real Betis         | 0   | 0 | 0 | 0 | 0   | 0  | 0  | 0   | Naar de tussenronde (geplaatst)     |
| 14  | Red Bull Salzburg  | 0   | 0 | 0 | 0 | 0   | 0  | 0  | 0   | Naar de tussenronde (geplaatst)     |
| 15  | SC Freiburg        | 0   | 0 | 0 | 0 | 0   | 0  | 0  | 0   | Naar de tussenronde (geplaatst)     |
| 16  | VfB Stuttgart      | 0   | 0 | 0 | 0 | 0   | 0  | 0  | 0   | Naar de tussenronde (geplaatst)     |
| 17  | Viktoria Pilsen    | 0   | 0 | 0 | 0 | 0   | 0  | 0  | 0   | Naar de tussenronde (ongeplaatst)   |
| 18  | Nog te bepalen     | 0   | 0 | 0 | 0 | 0   | 0  | 0  | 0   | Naar de tussenronde (ongeplaatst)   |
| 19  | Nog te bepalen     | 0   | 0 | 0 | 0 | 0   | 0  | 0  | 0   | Naar de tussenronde (ongeplaatst)   |
| 20  | Nog te bepalen     | 0   | 0 | 0 | 0 | 0   | 0  | 0  | 0   | Naar de tussenronde (ongeplaatst)   |
| 21  | Nog te bepalen     | 0   | 0 | 0 | 0 | 0   | 0  | 0  | 0   | Naar de tussenronde (ongeplaatst)   |
| 22  | Nog te bepalen     | 0   | 0 | 0 | 0 | 0   | 0  | 0  | 0   | Naar de tussenronde (ongeplaatst)   |
| 23  | Nog te bepalen     | 0   | 0 | 0 | 0 | 0   | 0  | 0  | 0   | Naar de tussenronde (ongeplaatst)   |
| 24  | Nog te bepalen     | 0   | 0 | 0 | 0 | 0   | 0  | 0  | 0   | Naar de tussenronde (ongeplaatst)   |
| 25  | Nog te bepalen     | 0   | 0 | 0 | 0 | 0   | 0  | 0  | 0   |                                     |
| 26  | Nog te bepalen     | 0   | 0 | 0 | 0 | 0   | 0  | 0  | 0   |                                     |
| 27  | Nog te bepalen     | 0   | 0 | 0 | 0 | 0   | 0  | 0  | 0   |                                     |
| 28  | Nog te bepalen     | 0   | 0 | 0 | 0 | 0   | 0  | 0  | 0   |                                     |
| 29  | Nog te bepalen     | 0   | 0 | 0 | 0 | 0   | 0  | 0  | 0   |                                     |
| 30  | Nog te bepalen     | 0   | 0 | 0 | 0 | 0   | 0  | 0  | 0   |                                     |
| 31  | Nog te bepalen     | 0   | 0 | 0 | 0 | 0   | 0  | 0  | 0   |                                     |
| 32  | Nog te bepalen     | 0   | 0 | 0 | 0 | 0   | 0  | 0  | 0   |                                     |
| 33  | Nog te bepalen     | 0   | 0 | 0 | 0 | 0   | 0  | 0  | 0   |                                     |
| 34  | Nog te bepalen     | 0   | 0 | 0 | 0 | 0   | 0  | 0  | 0   |                                     |
| 35  | Nog te bepalen     | 0   | 0 | 0 | 0 | 0   | 0  | 0  | 0   |                                     |
| 36  | Nog te bepalen     | 0   | 0 | 0 | 0 | 0   | 0  | 0  | 0   |                                     |

### Knock-outfase
In de knock-outfase worden er in vijf ronden telkens knock-outwedstrijden gespeeld tussen twee clubs over twee wedstrijden, waarbij elke club één thuis- en één uitwedstrijd speelt, behalve in de finale die wordt gespeeld over één wedstrijd op neutraal terrein. De winnende club kwalificeert zich voor de volgende ronde en de winnaar van de finale wint het toernooi. Bij een gelijke stand over twee wedstrijden wordt er een verlenging en eventueel een strafschoppenserie gespeeld. Clubs worden op basis van een loting, beïnvloed door hun eindklassering in de competitiefase, ingedeeld in het toernooischema. 

#### Tussenronde
In de tussenronde spelen de acht nummers 9–16 tegen de acht nummers 17–24 van de competitiefase. De loting vindt plaats op 30 januari 2026. De heenwedstrijden worden gespeeld op 19 februari 2026, de terugwedstrijden op 26 februari 2026. 

#### Achtste finales
In de tussenronde spelen de acht hoogstgeplaatste teams van de competitiefase tegen de acht winnaars van de tussenronde. De loting vindt plaats op 27 februari 2026. De heenwedstrijden worden gespeeld op 12 maart 2026, de terugwedstrijden op 19 maart 2026. 

#### Kwartfinales
In de kwartfinales spelen de acht winnaars van de achtste finales tegen elkaar. De heenwedstrijden worden gespeeld op 9 april 2026, de terugwedstrijden op 16 april 2026. 

#### Halve finales
In de halve finales spelen de vier winnaars van de kwartfinales tegen elkaar. De heenwedstrijden worden gespeeld op 30 april 2026, de terugwedstrijden op 7 mei 2026. 

#### Finale
In de finale in de Beşiktaş Park te Istanbul op 30 mei 2026 spelen de twee winnaars van de halve finales tegen elkaar om de eindwinst.
|                                         |                        |   |                        |                                  |
| 20 mei 2026 22:00 (UTC+3) 21:00 (UTC+2) | Winnaar halve finale 1 | v | Winnaar halve finale 2 | Stadion: Beşiktaş Park, Istanbul |
| 20 mei 2026 22:00 (UTC+3) 21:00 (UTC+2) |                        |   |                        | Stadion: Beşiktaş Park, Istanbul |
| 20 mei 2026 22:00 (UTC+3) 21:00 (UTC+2) |                        |   |                        | Stadion: Beşiktaş Park, Istanbul |
| 20 mei 2026 22:00 (UTC+3) 21:00 (UTC+2) |                        |   |                        | Stadion: Beşiktaş Park, Istanbul |
|                                         |                        |   |                        |                                  |

Overige Europese Bekertoernooien: UEFA Champions League · UEFA Europa Conference League · UEFA Super Cup · Europacup I (Beker der Landskampioenen) · Europacup II (Beker der Bekerwinnaars) · UEFA Intertoto Cup